# Abe Yoshishige

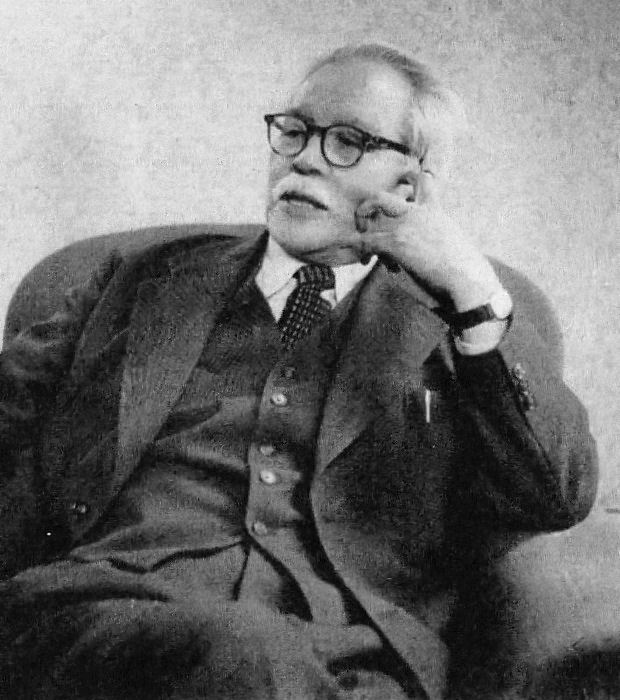
Abe Yoshishige

Abe Yoshishige (japanisch 安倍 能成; geboren 23. Dezember 1883 in Matsuyama, Präfektur Ehime; gestorben 7. Juni 1966) war ein japanischer Philosoph, Erzieher und Politiker.

## Leben und Wirken
Abe Yoshishige besuchte in Tokio die 1. Oberschule alter Art und setzte dann sein Studium an der Universität Tokio fort, an der er 1909 seinen Abschluss in Philosophie machte. Früh in seiner Laufbahn wurde er von Natsume Sōseki beeinflusst und schrieb Literaturkritiken von einem idealistischen Standpunkt aus. Er führte Kants Philosophie in Japan ein.
Nach einem Studium von zwei Jahren an der Universität Heidelberg wurde er 1926 Professor an der Keijō-Universität in Seoul. 1940 wurde er Direktor der 1. Oberschule alter Art in Tokio, wobei er auch während des Zweiten Weltkriegs an seinen liberalen Erziehungsmaßstäben festhielt.
Nach dem Weltkrieg wirkte Abe kurz als Kultusminister im Kabinett Shidehara ab Januar 1946 bis zu dessen Auflösung durch die Besatzungsmacht im Mai des Jahres. Er war eine der führenden Personen in der Bildungsreform der Nachkriegszeit und drängte die Amerikaner, bei den Reformen nicht alle japanischen Traditionen zu missachten. 1947 wurde Abe Präsident der Adelsschule, der heutigen Gakushūin-Universität, und blieb es für fast 20 Jahre.
Zu Abes Publikationen gehören „Seiyō kojidai chūseki tetsugaku-shi“ (西洋古代中世哲学史) – „Geschichte der Philosophie des europäischen Altertums und des Mittelalters“ aus dem Jahr 1916, „Seiyō kinsei tetsugaku-shi“ (西洋近世哲学史) – „Geschichte der Philosophie Europas der Neuzeit“ 1917 und „Kanto no jissen tetsugaku“ (カントの実践哲学) – „Kants praktische Philosophie“ 1924. Für sein spätes Werk „Iwanami Shigeo den“ (岩波茂雄伝) – „Iwanami Shigeo, eine Biographie“ erhielt er 1957 den Yomiuri-Literaturpreis.
Bestattet ist Abe auf dem Tōkei-ji in Kamakura.